# Новики (Андреапольский район)
Новики — деревня в Андреапольском городском округе Тверской области.

## География
Находится в западной части Тверской области на расстоянии приблизительно 28 км на запад по прямой от города Андреаполь восточном берегу озера Озерце.

## История
Деревня была отмечена на карте 1939 года как поселение с 8 дворами. До 2019 года входила в Торопацкое сельское поселение Андреапольского района до их упразднения.

## Население
Численность населения: 0 человек в 2002 году, 1 в 2010.